# Vila Artemis (Karlovy Vary)
Vila Artemis (dříve Stainl, později Milton a Pöhl) v Karlových Varech je neorenesanční stavba z konce 19. století. Nachází se ve vilové čtvrti zvané Westend. Po rozsáhlých úpravách v letech 2004 a 2005 a znovu otevření v červnu 2005 se stala vila součástí lázeňského hotelového resortu Savoy Westend Hotel.
Budova je chráněna od roku 1999 jako kulturní památka České republiky.

## Historie
Výstavbou vilové čtvrti Westend v Karlových Varech se lázeňské město snažilo držet krok s dobovými evropskými trendy. Plány na stavbu samostatně stojících vilových objektů nad Zámeckým vrchem při cestě k výletnímu hostinci Malé Versailles se začaly připravovat v 70. letech 19. století. Město se počalo členit na část obchodní a vilovou zástavbu Westend, sloužící boháčům. Mezi první stavby Westendu patří vila Artemis. Podle projektu Konráda Eckla ji nechal postavit v roce 1875 Anton Stainl. Později získal vilu J. Milton a změnil její název na vila Milton a v roce 1908 koupil vilu Josef Klimmer. Nový majitel nechal v roce 1909 vypracovat plány na celkovou přestavbu. Podle plánů karlovarského architekta Alfreda Bayera měly z původní stavby zůstat pouze vstupní a boční průčelí s lodžií. Stavba měla být rozšířena vložením mohutné věže, zvýšena o patro s mohutnou mansardovou střechou. Podle projektu však byla postavena pouze lodžie s balkonem na jižním průčelí. Další plány na rozsáhlou přestavbu a přístavbu vily vypracoval roku 1914 karlovarský stavitel Heinrich Johann Vieth. Nový výraz fasád měl být řešen ve stylu postsecesním, tzv. geometrickou secesí směřující k novému stylu art deco. Plány na razantní přestavbu se však v důsledku první světové války již nerealizovaly. Objekt se tak dochoval ve své původní podobě z doby výstavby. V období socialismu byla v objektu umístěna mateřská školka. V letech 2004 a 2005 došlo k rozsáhlým úpravámh vily, včetně okolních vil, a vila Artemis byla obnovena do původního stavu. Spolu s dalšími objekty, vilou Savoy, vilou Carlton, vilou Kleopatra a vilou Rusalka se stala součástí lázeňského a hotelového resortu Savoy Westend Hotel. Všechny objekty jsou přímo propojeny s balneocentrem Medical Spa Centre, které nabízí léčebné i relaxační procedury s využitím místní termální minerální vody. Ve vile Artemis je umístěno šest apartmá nejvyšší pětihvězdičkové kategorie. Díky umístění na vyvýšené terase je z vily výhled na panorama lázeňské části Karlových Varů.

## Stavební podoba
Vila je samostatně stojící dvoupodlažní budova na pravidelném čtvercovém půdorysu, zachovávající principy symetrie. Čtverec doplňují na všech stranách vystupující rizality s lodžiemi a balkony, nesenými pilíři s abaky. V portiku na východní straně se nachází předsazené dvouramenné schodiště. Na vstupním průčelí se uplatňuje motiv kruhového vlysu s rozetou, v patře jsou vlysy s figurálními, ryze renesančními náměty. Vlysy jsou zhotoveny z terakoty. Objekt má velmi nízké valbové střechy na italský způsob. Do pokojů v objektu se vchází z ústředního předpokoje. V pokojích se dochovaly originální štukové stropy. Neorenesanční střídmá stavba postavená v duchu antikizující vily představuje jeden z nejčistších příkladů neopalladianismu v Karlových Varech.